# Neuguinea-Nasenbeutler
Die Neuguinea-Nasenbeutler (Echymiperinae) sind eine Unterfamilie der Ordnung der Nasenbeutler (Peramelemorphia). Rund 10 Arten in drei Gattungen werden zu dieser Familie gerechnet.

## Verbreitung
Wie der Name schon andeutet, leben Neuguinea-Nasenbeutler vorwiegend auf der Insel Neuguinea und auf vorgelagerten Inseln wie dem Bismarck-Archipel, daneben auch auf den Molukken (Insel Seram). Eine Art kommt darüber hinaus auch auf der Kap-York-Halbinsel an der Nordspitze Australiens vor.

## Beschreibung
In vielen Aspekten repräsentieren die Neuguinea-Nasenbeutler die Ordnung der Nasenbeutler, zum Beispiel in der langen, spitzen Schnauze, den längeren Hinterbeinen und den zum Graben verwendeten Vorderfüßen. Jedoch unterscheiden sie sich stärker hinsichtlich der Größe. Während manche Mausnasenbeutler eine Körperlänge von nur 15 bis 18 cm erreichen, werden die Großen Neuguinea-Nasenbeutler bis zu 55 cm lang und erreicht ein Gewicht von fast 5 kg.

## Lebensweise
Im Unterschied zu den Australischen Nasenbeutlern bevorzugen die Neuguinea-Nasenbeutler tropische Regenwälder bis zu einer Höhe von 4500 m als Lebensraum. Sie sind Einzelgänger, die gleichgeschlechtlichen Artgenossen oft mit Aggressivität begegnen. Tagsüber ziehen sie sich in Blätterhaufen, hohle Baumstämme oder flache Baue zurück und gehen in der Nacht auf Nahrungssuche.

## Nahrung
Neuguinea-Nasenbeutler ernähren sich sowohl von Früchten als auch von Insekten, deren Larven und kleinen Wirbeltieren, sie sind Allesfresser.

## Fortpflanzung
Über die Fortpflanzung der Neuguinea-Nasenbeutler ist kaum etwas bekannt. In den meisten Aspekten dürften sie mit den Australischen Nasenbeutlern übereinstimmen.

## Systematik
Die Systematik der Nasenbeutler ist nicht unumstritten. Da die Neuguinea-Nasenbeutler näher mit den Australischen Nasenbeutlern als mit Schweinsfuß- und Kaninchennasenbeutler verwandt sind, werden sie mit den australischen Arten als Eigentliche Nasenbeutler zusammengefasst. Die Unterschiede zu diesen liegen vor allem in der Schädelform (zylindrisch im Gegensatz zu den abgeflachten Schädeln der australischen Arten) und im Lebensraum.

## Gattungen
- Die Stachelnasenbeutler (Echymipera) zeichnen sich vor allem durch ihr hartes, stacheliges Fell aus
- Zu den Mausnasenbeutlern (Microperoryctes) gehören die kleinsten Nasenbeutler.
- Der Ceram-Nasenbeutler (Rhynchomeles prattorum) kommt nur auf der Molukkeninsel Seram vor. Er wurde seit 1920 nicht mehr gesichtet und ist möglicherweise schon ausgestorben.